# Louis-Marie de Bethune
Louis Marie Joseph Jean Corneille de Bethune (Aalst 5 augustus 1872 - 29 januari 1939) was een Belgisch volksvertegenwoordiger.

## Levensloop
Louis de Bethune was de zoon van Paul de Bethune en de broer van Léon de Bethune. Hij trouwde met Madeleine de Hèle (1877-1952) en ze hadden twee dochters.
Doctor in de rechten van de Katholieke Universiteit Leuven, werd hij, adjunct-kabinetschef van de staatssecretaris van de Congo-Vrijstaat.
Hij werd, na zijn broer, gemeenteraadslid van Aalst (1907-1932) en schepen (1914-1915 en 1926-1927). Van 1908 tot 1912 was hij lid van de Oost-Vlaamse provincieraad.
In 1912 werd hij verkozen tot volksvertegenwoordiger voor het arrondissement Aalst en oefende dit mandaat uit tot in 1932.